# Silene rasvandica
Silene rasvandica är en nejlikväxtart som beskrevs av Melzh. Silene rasvandica ingår i släktet glimmar, och familjen nejlikväxter. Inga underarter finns listade i Catalogue of Life.